# 山原和敏
山原 和敏（やまはら かずとし、1970年12月28日 - ）は、岡山県岡山市出身の元プロ野球選手（投手）。右投右打。

## 来歴・人物
操山中時代は三塁手。玉野光南高で投手となり、同期の左腕・山本樹との両輪で3年春に中国大会優勝。夏は県大会準々決勝で敗退。川崎製鉄水島を経て、1992年のドラフト会議にて日本ハムファイターズから1位指名を受け入団。契約金は球団史上初となる1億円だった。
プロ入り1年目の1993年に150kmの速球と縦に割れるカーブを高く評価した大沢啓二監督から、先発に再転向した白井康勝に代わる抑えとして指名されるなど期待を集めた。この年記録した5セーブは2022年に北山亘基に更新されるまで球団の新人最多記録だった。しかし徐々に数字が悪化した所に故障してしまい抑えのポジションも金石昭人が務め、以降毎年の様に怪我に悩まされることになった。
1997年4月15日の西武ライオンズ戦で髙木大成からランニング満塁本塁打を打たれている。この年金石が再び先発転向したこともあり開幕から島崎毅と共にダブルストッパーを務め、5月頭までに3セーブを記録したが再び故障離脱してしまった。
1999年4月29日のダイエー戦で代走として出場したことがある。この年は開幕一ヶ月で先発ローテーションで投げていた金村暁が故障離脱、芝草宇宙、今関勝が不振で早々に先発ローテーションの再編にて先発に加わり最初の1ヶ月は2勝2敗と奮闘したが、翌月からは不振の投球で負けが込み先発ローテーションから外れてしまった。
2001年オフに日本ハムから戦力外通告を受け退団、翌2002年には台湾職業棒球大聯盟の台北誠泰太陽でプレー。同年5月に月間MVPを受賞し、27試合5勝5敗7セーブ防御率3.57の記録を残すが、同年限りで退団。
現役引退後は長野県のスーパースポーツゼビオに勤務していた。

## 詳細情報

### 年度別投手成績
| 年 度     | 球 団     | 登 板 | 先 発 | 完 投 | 完 封 | 無 四 球 | 勝 利 | 敗 戦 | セ 丨 ブ | ホ 丨 ル ド | 勝 率 | 打 者 | 投 球 回 | 被 安 打 | 被 本 塁 打 | 与 四 球 | 敬 遠 | 与 死 球 | 奪 三 振 | 暴 投 | ボ 丨 ク | 失 点 | 自 責 点 | 防 御 率 | W H I P |
| --------- | --------- | ----- | ----- | ----- | ----- | -------- | ----- | ----- | -------- | ----------- | ----- | ----- | -------- | -------- | ----------- | -------- | ----- | -------- | -------- | ----- | -------- | ----- | -------- | -------- | ------- |
| 1993      | 日本ハム  | 22    | 1     | 0     | 0     | 0        | 1     | 3     | 5        | --          | .250  | 163   | 37.1     | 38       | 3           | 18       | 1     | 1        | 22       | 5     | 0        | 20    | 20       | 4.82     | 1.50    |
| 1995      | 日本ハム  | 7     | 5     | 0     | 0     | 0        | 1     | 1     | 0        | --          | .500  | 102   | 24.0     | 22       | 1           | 11       | 0     | 0        | 13       | 1     | 0        | 13    | 11       | 4.13     | 1.38    |
| 1997      | 日本ハム  | 16    | 0     | 0     | 0     | 0        | 0     | 1     | 3        | --          | .000  | 101   | 21.2     | 29       | 1           | 10       | 2     | 2        | 15       | 2     | 0        | 15    | 14       | 5.82     | 1.80    |
| 1999      | 日本ハム  | 16    | 8     | 0     | 0     | 0        | 3     | 6     | 0        | --          | .333  | 197   | 44.1     | 49       | 9           | 17       | 1     | 1        | 23       | 2     | 0        | 32    | 31       | 6.29     | 1.49    |
| 2001      | 日本ハム  | 4     | 0     | 0     | 0     | 0        | 0     | 0     | 0        | --          | ----  | 17    | 4.1      | 4        | 4           | 0        | 0     | 0        | 3        | 0     | 0        | 4     | 4        | 8.31     | 0.92    |
| 通算：5年 | 通算：5年 | 65    | 14    | 0     | 0     | 0        | 5     | 11    | 8        | --          | .313  | 580   | 131.2    | 142      | 18          | 56       | 4     | 4        | 76       | 10    | 0        | 84    | 80       | 5.47     | 1.50    |

### 記録
- 初登板：1993年4月11日、対近鉄バファローズ2回戦（藤井寺球場）、7回裏2死に2番手として救援登板・完了、5回1/3を1失点
- 初奪三振：同上、8回裏にR・J・レイノルズから
- 初セーブ：1993年4月17日、対オリックス・ブルーウェーブ2回戦（東京ドーム）、7回表1死に2番手として救援登板・完了、2回2/3を無失点
- 初勝利：1993年4月29日、対近鉄バファローズ5回戦（東京ドーム）、8回表1死に2番手として救援登板・完了、1回2/3を1失点
- 初先発：1993年6月5日、対オリックス・ブルーウェーブ8回戦（グリーンスタジアム神戸）、5回1/3を4失点
- 初先発勝利：1995年4月13日、対福岡ダイエーホークス3回戦（東京ドーム）、7回2失点

### 背番号
- 20（1993年 - 1994年）
- 10（1995年 - 1996年）
- 11（1997年 - 2001年）
- 19（2002年）